# Centro Fotográfico de Atenas
El Centro Fotográfico de Atenas se fundó en 1979 como una institución para promover la fotografía en Grecia mediante el debate, la realización de seminarios y de exposiciones.
Los miembros fundadores fueron los fotógrafos Yiorgos Depollas, Kostis Antoniadis, Nikos Panayotopoulos, Stefanos Paschos y Yannis Dimou. Desde su fundación han mostrado interés por los fotógrafos griegos contemporáneos aunque también han ofrecido muestras de fotógrafos internacionales en su galería.